# ابن طیبون

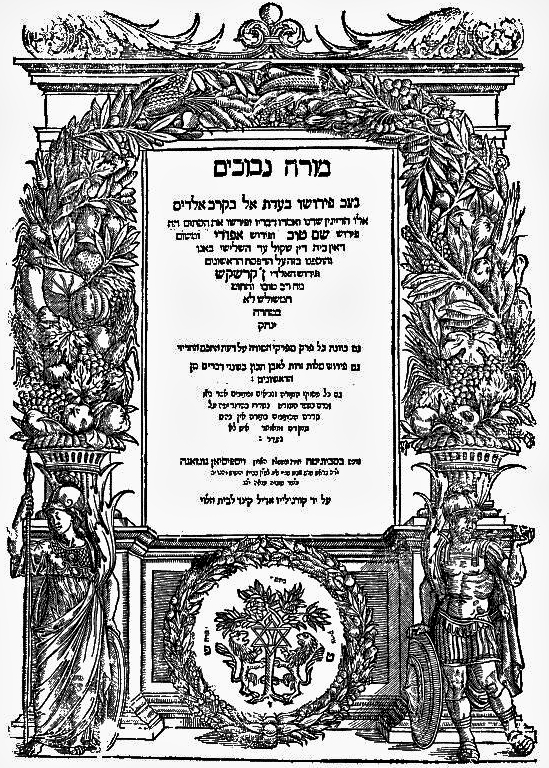
نماد سموییل بن یهودا ابن طیبون

سموییل بن یهودا ابن طیبون یا به اختصار ابن‌طیبون (عبری:שמואל בן יהודה אבן תבון، عربی: ابن تبّون) فیلسوف و پزشک بود. او در سال ۱۱۵۰ در لیونل زاده شد و در حدود سال ۱۲۳۰ در مارسیلس درگذشت.

## زندگی
او در خانواده‌ای سرشناس از دین‌شناسان یهودی زاده شد. پدرش یهودا بن شایول مترجم بود و به وی مطالب بسیاری از پزشکی، عربی و دیگر دانش‌ها آموخت. ظاهراً پدرش در ابتدا از او نومید بود، زیرا فرزندش را به کارهای علمی چندان علاقه‌مند نمی‌دید. یهودا به هدف اصلاح این وضع وصیت‌نامه‌ای پر از پند و اندرز به پسرش سموییل نوشت و او را به بهبود مسیرش فراخواند. ظاهراً سموییل هنگامی که شهر لیونل را ترک کرد این نصیحت‌نامه را پذیرفته بود.
سموییل مدتی در شهرها سرگردان گشت. او نخست در آرلس، سپس در مارسی، تولدو، بارسلون و حتی در اسکندریه ساکن شد تا این که به مارسیلز رفت و در آنجا جان سپرد.
سموییل همچون پدرش عربی را به نیکی می‌دانست و بسیاری از آثار مهم را از عربی به عبری برگرداند. اولین ترجمه او به احتمال زیاد کتاب صناعت صغیر جالینوس به همراه تفسیری عربی بود که در سال ۱۱۹۹ میلادی به پایان برده شد. به دنبال این که ترجمه کتاب هواشناسی ارسطو پرداخت که همراه بود با یادداشت‌هایی که از تفاسیر اسکندر افردویسی گرفته شده بود. پس از آن او به سبب ترجمه کتاب داستان اسکندر شهرت یافت. او از میان نوشته‌های موسی بن میمون، بسیاری را به عبری ترجمه کرد. در سال ۱۲۱۳ واژه‌نامه لغات غریب موجود در دلاله‌الحایرین موسی بن میمون را تدوین کرد.
سموییل علاوه بر این‌ها به فلسفه اسلامی علاقه‌مند بوده‌است، چنان که یکی آثار علی بن رضوان پزشک مسلمان مصری را از عربی به عبری ترجمه نمود و به دنبال آن نیز بسیاری از مقالات ابن رشد را به عبری برگرداند. آشنایی او با آثار ارسطو از روی ترجمه‌های عربی یحیی بن بطریق بعلاوه تفاسیر ابن رشد و ابن سینا بود.